# Dacoït

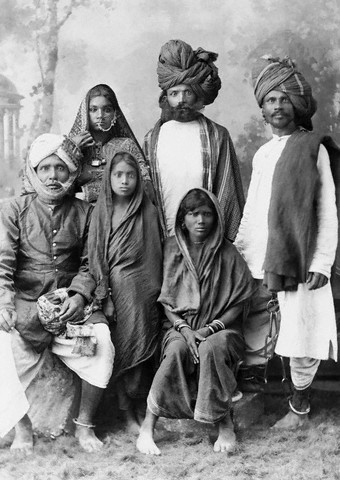

Les dacoïts (en hindi डकैत en ourdou ڈکیت, ḍakait, ou en bengali ডাকাত ḍakat signifiant "bandit armé") sont, en Inde, des bandes armées organisées de brigands formées, la plupart du temps, par des paysans dépossédés de leur terre ou des hors-castes (intouchables). Les dacoïts attaquent les trains, parfois les voyageurs en automobile, et livrent de véritables batailles rangées contre les forces de police ou l'armée appelée pour les réduire.
Bien que leur nombre ait beaucoup diminué, ils représentent un certain danger en particulier dans le Bihar et dans la région du Chambal où ils profitent de la conformation du terrain et de la jonction de trois États, le Râjasthân, le Madhya Pradesh et l'Uttar Pradesh pour échapper aux poursuites.
Des bandes de dacoïts sont aussi présentes dans le sud du Dekkan.

## Dans la fiction
Dans la série des romans Bob Morane, écrite par Henri Vernes, le héros Bob Morane doit lutter à plusieurs reprises contre les Dacoïts, assassins birmans, exécuteurs des basses œuvres de monsieur Ming, alias « l'Ombre Jaune », l'un des ennemis du héros. Ils apparaissent aussi dans le serial "Drums of Fu Manchu" - 1940, comme les hommes de main "lobotomisés" de Fu Manchu.